# Bulgarische Fußballmeisterschaft 1933
Die Bulgarische Fußballmeisterschaft 1933 war die neunte Spielzeit der höchsten bulgarischen Fußballspielklasse. Die Gewinner der dreizehn regionalen Bezirke ermittelten den Meister im Pokalmodus.

## Teilnehmer
| - Borislaw Kjustendil - Borislaw Stara Sagora - Lewski Plewen - Lewski Sofia - Lewski Swilengrad - Maria Luisa Lom - Napredak Russe | - Orel-Tschegan 30 Wraza - Partschewitsch Plowdiw - Schipenski Sokol Warna - Slawa Jambol - Tschardafon Gabrowo - Tschernomorez Burgas |

## 1. Runde
Ein Freilos erhielt: Lewski Sofia
|                        | Ergebnis  |                        |
| ---------------------- | --------- | ---------------------- |
| Borislaw Kjustendil    | 3:2       | Partschewitsch Plowdiw |
| Slawa Jambol           | 1:0 n. V. | Tschernomorez Burgas   |
| Napredak Russe         | 3:0       | Maria Luisa Lom        |
| Schipenski Sokol Warna | 3:0       | Tschardafon Gabrowo    |
| Borislaw Stara Sagora  | 1:0 n. V. | Lewski Swilengrad      |
| Lewski Plewen          | 6:0       | Orel-Tschegan 30 Wraza |

## Viertelfinale
Ein Freilos erhielt: Schipenski Sokol Warna
|               | Ergebnis |                       |
| ------------- | -------- | --------------------- |
| Lewski Sofia  | 9:1      | Borislaw Kjustendil   |
| Lewski Plewen | 1:2      | Napredak Russe        |
| Slawa Jambol  | 5:1      | Borislaw Stara Sagora |

## Halbfinale
|                | Ergebnis |                        |
| -------------- | -------- | ---------------------- |
| Napredak Russe | 1:4      | Schipenski Sokol Warna |
| Lewski Sofia   | 4:2      | Slawa Jambol           |

## Finale
| Datum      |              | Ergebnis |                        |
| ---------- | ------------ | -------- | ---------------------- |
| 03.10.1933 | Lewski Sofia | 3:1      | Schipenski Sokol Warna |